# Danko Jones
Danko Jones je kanadské rockové hudební trio založené v Torontu v roce 1996, které je pojmenované po zpěvákovi a kytaristovi Dankovi Jonesovi. Skupina se skládá z Danka Jonese (zpěv/kytara), Johna „JC“ Calabreseho (baskytara) a Richa Knoxa (bicí).

## Historie

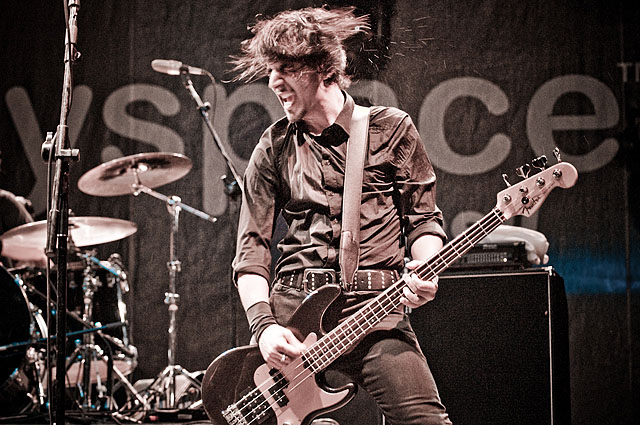
John Calabrese v roce 2008

První EP vydali v roce 1998, po kterém následovalo druhé v roce 1999. Na začátku své kariéry především koncertovali, jejich první studiové album, Born a Lion, vyšlo až v roce 2002. Zvláštností je, že skupina původně neplánovala vydávat alba, ale byla spíš postavená na reputaci získané prostřednictvím koncertů. V Evropě hrají na populárních festivalech a zpěvák Danko Jones byl dvakrát zvaný na pódium zpívat spolu se skupinou Motörhead.
K desce Below the Belt  (2009-2010) vytvořili trilogii krátkých filmů. Videa byla použita jako videoklipy stejnojmenných skladeb z tohoto alba a později byla spojena do filmu The Ballad of Danko Jones, který je součástí DVD Bring on the Mountain.
Skupina byla nominována na 4 ceny Juno a k dnešku vydali devět studiových alb, tři EP, čtyři kompilace, jedno koncertní album, čtyři krátké filmy a dvě DVD. Jejich vydavatelé jsou společnosti Bad Taste Records (Evropa) a Aquarius Records (Kanada).

## Členové

### Současní členové
- Danko Jones – zpěv, kytara
- John Calabrese – baskytara
- Rich Knox – bicí

### Dřívější členové
- Michael Caricari – bicí (1996-1998)
- Gavin Brown – bicí (1998-1999)
- Niko Quintal – bicí (1999-2000)
- Damon Richardson – bicí (2000-2006)
- Dan Cornelius – bicí (2006-2011)
- Atom Willard – bicí (2011-2013)

## Diskografie

### Studiová alba
- Born a Lion (2002)
- We Sweat Blood (2003)
- Sleep Is the Enemy (2006)
- Never Too Loud (2008)
- Bellow the Belt (2010)
- Rock and Roll Is Black and Blue (2012)
- Fire Music (2015)
- Wild Cat (2017)
- A Rock Supreme (2019)

### EP
- Danko Jones (1998)
- Gun Girl (1999)
- My Love Is Bold (1999)
- Mouth to Mouth (2011)

### Kompilace
- I'm Alive and On Fire (2001)
- B-Sides (2009)
- This Is Danko Jones (2009)
- Garage Rock! – A Collection of Lost Songs from 1996–1998 (2014)
- Danko Jones (2015)

### Koncertní alba
- Live at Wacken (2016)

## Videografie
- Sleep Is the Enemy – Live in Stockholm (2006)
- Bring on the Mountain (2012)
- Live at Wacken (2016)

## Filmografie
- Full of Regret (2010)
- Had Enough (2010)
- I Think Bad Thoughts (2011)
- Bring on the Mountain (2012)
- The Ballad of Danko Jones (2012)

## Ocenění
Juno Awards
- 2004: nominace, Nejlepší rockové album (We Sweat Blood)
- 2003: nominace, Nejlepší video („Lovercall“)
- 2003: nominace, Nejlepší rockové album (Born a Lion)
- 2000: nominace, Nejlepší alternativní album (My Love Is Bold)

Independent Music Awards
- 2011: nominace, Rockový umělec/hudební skupina roka
- 2011: nominace, Živý umělec/hudební skupina roka

MuchMusic Video Awards
- 2003: výhra, Nejlepší post-produkce („Lovercall“)